# Sprite (computação gráfica)

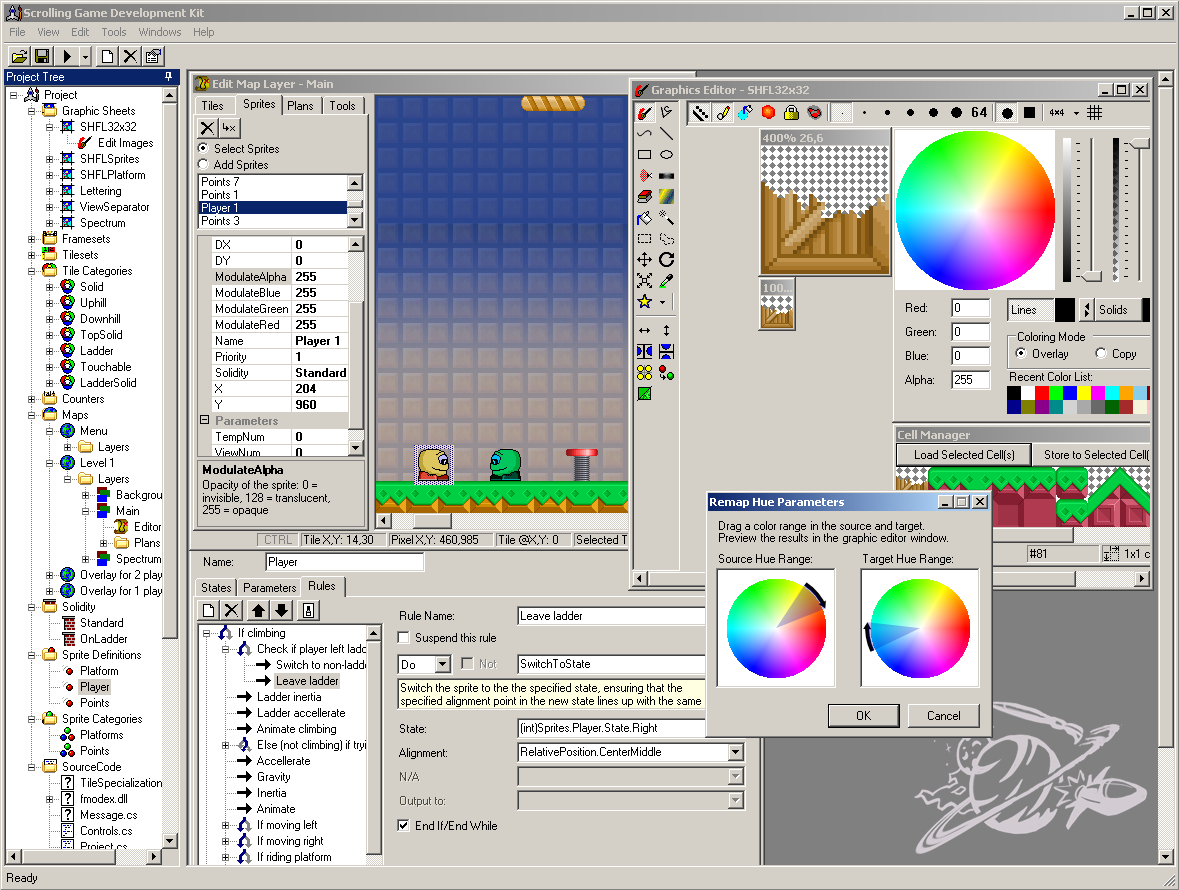
Tela do Scrolling Game Development Kit 2.0.0, programa de desenvolvimento de jogos, com o editor de mapas, editor gráfico e editor de sprites sendo exibidos.

Em computação gráfica, um sprite (do latim spiritus, significando "duende", "fada") é um objeto gráfico bi ou tridimensional que se move numa tela sem deixar traços de sua passagem (como se fosse um "espírito").
Os sprites foram inventados originalmente como um método rápido de animação de várias imagens agrupadas numa tela, em jogos de computador bidimensionais, usando hardware especial. A medida que a performance dos computadores melhorou, esta otimização tornou-se desnecessária e o termo evoluiu para referir-se especificamente às imagens bidimensionais que eram integradas numa determinada cena, isto é, figuras geradas por hardware ou software eram todas referenciadas como sprites. A medida que gráficos tridimensionais tornaram-se mais comuns, o termo passou a descrever uma técnica elementar de simulação de imagens em 2D ou 3D que prescinde do uso de renderizações complexas.